# Elezione imperiale del 1742

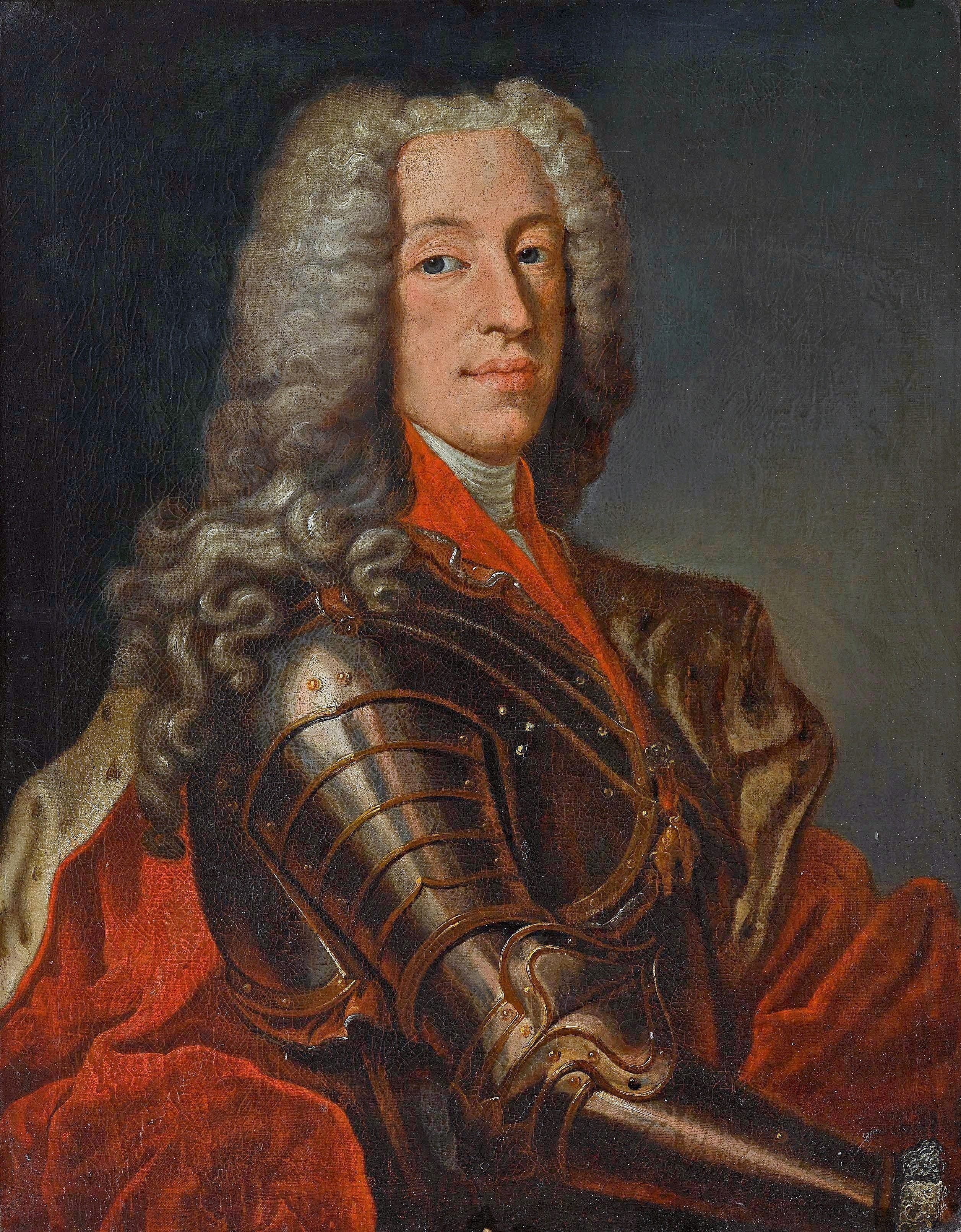
L'imperatore Carlo VII di Baviera.

L'elezione imperiale del 1742 si è svolta a Francoforte sul Meno il 24 gennaio 1742.

## Contesto storico
Il 20 ottobre 1740 spirava a Vienna l'imperatore Carlo VI, ultimo esponente maschio degli Asburgo. Gli sopravvivevano soltanto le due figlie Maria Teresa e Maria Anna, cosicché per la prima volta dopo secoli nessun candidato al trono imperiale poteva vantare un diritto inoppugnabile. Nel 1713 Carlo VI aveva promulgato la Prammatica Sanzione, con la quale stabiliva che, in caso di mancanza di eredi al trono maschi, la successione sarebbe spettata, in ordine di nascita, alle figlie dell'ultimo imperatore regnante. La Prammatica Sanzione correggeva una precedente disposizione di suo padre Leopoldo I, che dava priorità alle figlie di Giuseppe I, fratello maggiore di Carlo. Nonostante gli sforzi diplomatici compiuti dall'imperatore per ottenere dagli altri sovrani il riconoscimento della Prammatica Sanzione, la sua morte aprì la lotta alla successione. Carlo Alberto di Baviera, spalleggiato da Francia e Spagna, rinnegò la Sanzione e avanzò pretese sul trono imperiale in virtù del suo matrimonio con Maria Amalia, figlia di Giuseppe I, mentre Federico II di Prussia approfittò della crisi per invadere la Slesia asburgica. Il 7 dicembre 1741, dopo aver conquistato Praga, Carlo Alberto si fece incoronare re di Boemia e all'inizio dell'anno seguente i principi elettori si riunirono per scegliere finalmente il nuovo imperatore del Sacro Romano Impero. Maria Teresa sperava di far eleggere suo marito Francesco Stefano di Lorena, ma ai suoi ambasciatori non venne permesso di partecipare con il pretesto che la successione in Boemia non era ancora stata risolta.

## Principi elettori
| Principe elettore | Principe elettore                | Titolo elettorale              | Altri titoli                                                                                    | Confessione |
| ----------------- | -------------------------------- | ------------------------------ | ----------------------------------------------------------------------------------------------- | ----------- |
|                   | Philipp Karl von Eltz            | Arcivescovo di Magonza         |                                                                                                 | Cattolico   |
|                   | Franz Georg von Schönborn        | Arcivescovo di Treviri         | Vescovo di Worms                                                                                | Cattolico   |
|                   | Clemente Augusto di Baviera      | Arcivescovo di Colonia         | Vescovo di Münster Vescovo di Paderborn Vescovo di Osnabrück Gran Maestro dell'Ordine Teutonico | Cattolico   |
|                   | Maria Teresa d'Austria (esclusa) | Regina di Boemia (pretendente) | Arciduchessa d'Austria Regina d'Ungheria                                                        | Cattolica   |
|                   | Carlo I Alberto di Baviera       | Duca di Baviera                | Re di Boemia (pretendente)                                                                      | Cattolico   |
|                   | Federico Augusto II di Sassonia  | Duca di Sassonia               | Re di Polonia Granduca di Lituania                                                              | Cattolico   |
|                   | Federico II di Prussia           | Margravio di Brandeburgo       | Re in Prussia                                                                                   | Calvinista  |
|                   | Carlo III Filippo del Palatinato | Conte Palatino del Reno        |                                                                                                 | Cattolico   |
|                   | Giorgio II Augusto di Hannover   | Duca di Brunswick-Lüneburg     | Re di Gran Bretagna Re d'Irlanda                                                                | Luterano    |

## Esito
Carlo Alberto poteva contare sul voto favorevole degli altri due elettori di Casa Wittelsbach, suo fratello l'arcivescovo di Colonia e suo cugino il conte palatino, oltre che su quello dei suoi alleati di Sassonia e Brandeburgo, mentre Maria Teresa e Francesco Stefano erano sostenuti soltanto dagli elettori di Magonza, Treviri e Hannover. Data la disparità di numeri, gli elettori filo-asburgici accettarono di far confluire i loro voti su Carlo Alberto, che venne eletto imperatore il 24 gennaio 1742 e incoronato nel Duomo di Francoforte sul Meno il 12 febbraio, assumendo il nome di Carlo VII. Maria Teresa rifiutò di riconoscere la validità dell'elezione fino alla pace di Füssen del 22 aprile 1745, stipulata tre mesi dopo la morte di Carlo VII.